# Les Cabannes (Ariège)
Les Cabannes es una comuna francesa situada en el departamento de Ariège, de la región de Occitania.

## Geografía
La comuna de Cabannes está situada en el valle del Río Ariège, al lado de la carretera que va hacia el Principado de Andorra (RN-20).

## Historia
Entre 1790 y 1794 absorbe las comunas de Albiès, Aston, Aulos, Château-Verdun y Pech.
Entre 1795 y 1800 segregó parte de sus terrenos para la creación de las comunas de Albiès, Aston, Aulos, Château-Verdun y Pech.

## Demografía
| Gráfica de evolución demográfica de Les Cabannes entre 1800 y 2022 |
|                                                                    |

Los datos demográficos contemplados en este gráfico se han cogido de la página francesa EHESS/Cassini.

## Economía
La principal actividad económica son las serrerías de madera. 
En invierno actividades de esquí de fondo en la estación de Plateau de Beille, considerada la primera estación de este tipo de esquí en los Pirineos.